# Ildebrando I Aldobrandeschi
Ildebrando (seconda metà dell'VIII secolo – post 826) è stato uno dei primi esponenti della futura dinastia comitale degli Aldobrandeschi del quale si ha memoria storica.

## Biografia
Poco è possibile ricostruire delle origini di questo personaggio che ebbe un certo peso negli ambienti lucchesi tra la fine dell'VIII e gli inizi del IX secolo; certo è che suo padre Ilprando I, figlio di un non identificato Alperto, era «humilis abbas» della chiesa di San Pietro Somaldi di Lucca.
La famiglia parrebbe aver goduto di un qualche prestigio all'interno della città e nei rapporti con il vescovato lucchese, e Ildebrando si impegnò ad accrescerlo unendosi a Ferilapa, figlia di Ferualdo del fu Alateo. Nelle intenzioni delle due famiglie, quella di Ildebrando e quella di Ferualdo, vi era l'ambizione di concentrare le proprie ricchezze nella persona del figlio primogenito Ilprando II, chierico e beneficiario dell'usufrutto della chiesa di San Pietro Somaldi. Ne troviamo conferma in due documenti: nell'atto di rinuncia dei beni della chiesa del 25 gennaio 800, da parte di Ilprando I a favore della diocesi di Lucca da darsi in usufrutto al chierico Ilprando II; e dalla cessione da parte del vescovo Giovanni I dell'11 febbraio successivo della chiesa di San Pietro a Vico a Ferualdo, suocero di Ildebrando, affinché la reggesse insieme a Ilprando II, provvedendone all'ufficio. Ildebrando entrò in possesso della chiesa di San Pietro a Vico alla morte prematura del figlio e alla scomparsa del suocero, e – come testimoniato da un'epigrafe – la fece ricostruire e ampliare insieme alla moglie Ferilapa.
Nell'anno 803 ottenne la chiesa di San Giorgio a Grosseto e i suoi beni localizzati in luogo Caliano, dove sorgerà poi un primo nucleo aldobrandesco in questo territorio. Nell'ottobre 826 ricevette tutti i beni che il prete Walprando possedeva della pieve di Santa Maria di Sesto, presumibilmente come atto di sottomissione in seguito alla risoluzione di uno scontro di natura clientelare.
La volontà di Ildebrando di accrescere il prestigio della famiglia tramite l'accumulo dei beni sarà portata avanti dal figlio secondogenito Eriprando, nominato vassallo imperiale, che trasformò il casato assicurandosi potere presso la corte e sarà così considerato come il vero capostipite della dinastia comitale.

## Famiglia
- Ilprando I (padre)
  - Alperto II (fratello)
  - Ildebrando I
    - Ferilapa (consorte)
    - Ilprando II (figlio)
    - Eriprando (figlio)